# Nissan Kicks
La Nissan Kicks è una autovettura di tipo crossover SUV prodotta dalla casa automobilistica giapponese Nissan a partire dal 2016. 
Anticipata da una concept car nel 2014, la Nissan Kicks è stata presentata in Brasile durante l'estate 2016. La Kicks sostituisce la Nissan Juke negli Stati Uniti.

## Contesto
Originariamente presentata come concept car nel 2014, la Nissan Kicks è stata presentata in Brasile durante l'estate 2016 per promuovere le Olimpiadi estive, di cui Nissan era uno sponsor principale. Si tratta di una SUV progettata per i mercati emergenti di segmento B realizzata sulla piattaforma V della Nissan Micra K13 che va a sostituire la Juke, modello di progettazione e produzione europea, che a causa dei prezzi elevati non aveva riscosso grande successo in Sud America e nei paesi asiatici (al contrario del mercato europeo e giapponese dove verrà introdotta una seconda generazione). La Kicks inoltre eredita anche molti componenti dalla Dacia Duster che viene venduta a marchio Renault in Sud America; nello specifico gran parte della meccanica comprensiva della trasmissione e della trazione nonché le motorizzazioni. Le caratteristiche della Kicks durante la progettazione erano di realizzare un SUV compatto ma più spazioso rispetto alla Juke e soprattutto meno costoso da produrre. Dopo il debutto in Brasile la vettura sarà lanciata anche in Messico e in Nord America andando a sostituire anche la Note, monovolume che non aveva riscosso grande successo. In India viene prodotta dal 2019 nello stabilimento Renault di Chennai sulla stessa linea di assemblaggio della Duster. Sempre nel 2019 parte la produzione anche in Cina per il mercato locale presso lo stabilimento della joint venture Dongfeng Nissan PV.

### Kicks e-Power

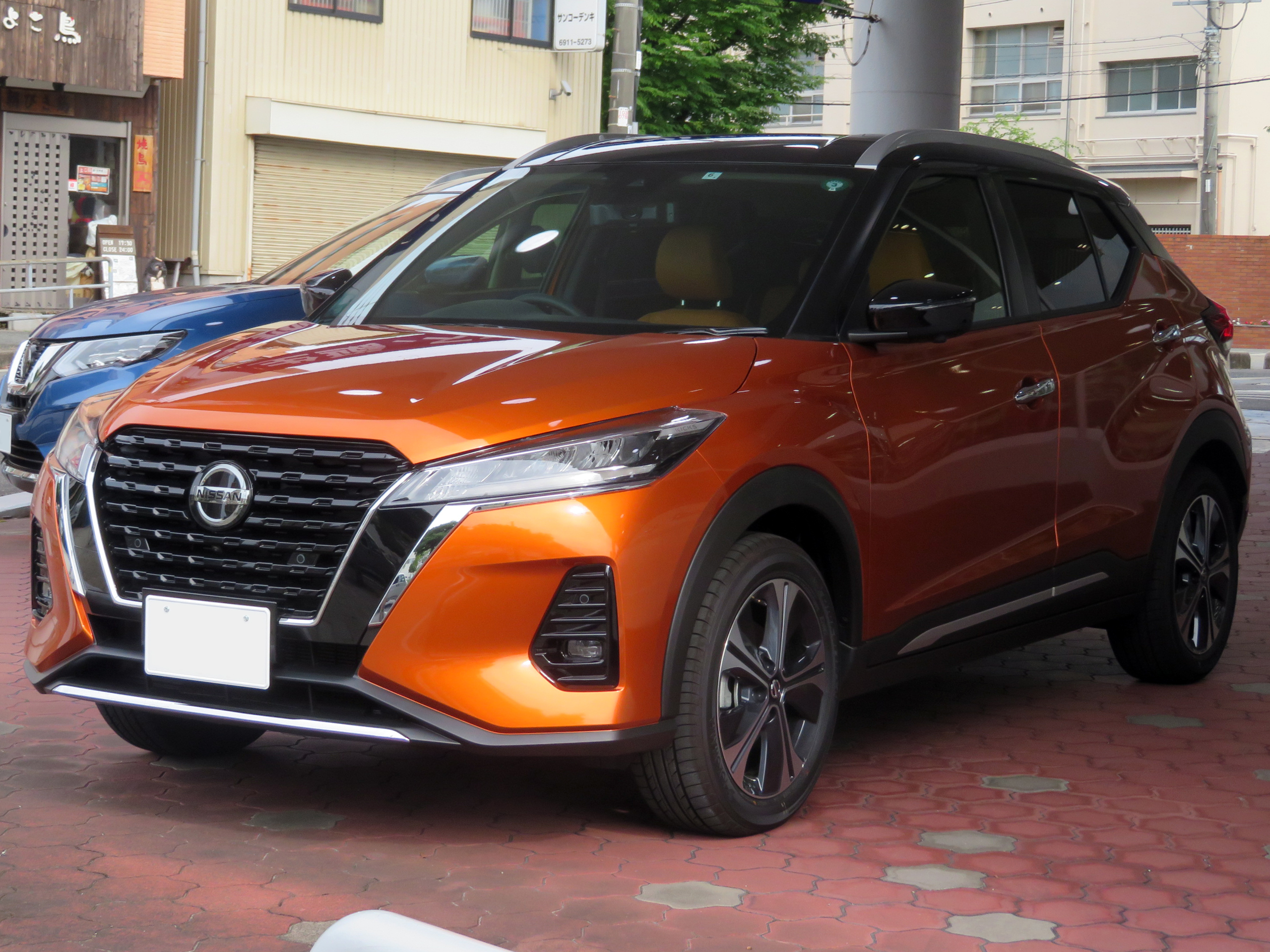
Nissan Kicks e-Power

Il 15 maggio 2020, Kicks e-Power è stato rilasciato in Thailandia. Presenta un look aggiornato con fascia anteriore e luci posteriori rielaborate. La Kicks e-Power combina un motore a benzina a 3 cilindri HR12DE da 1,2 litri e un motore elettrico EM57 che aziona le ruote anteriori.

### Facelift 2021

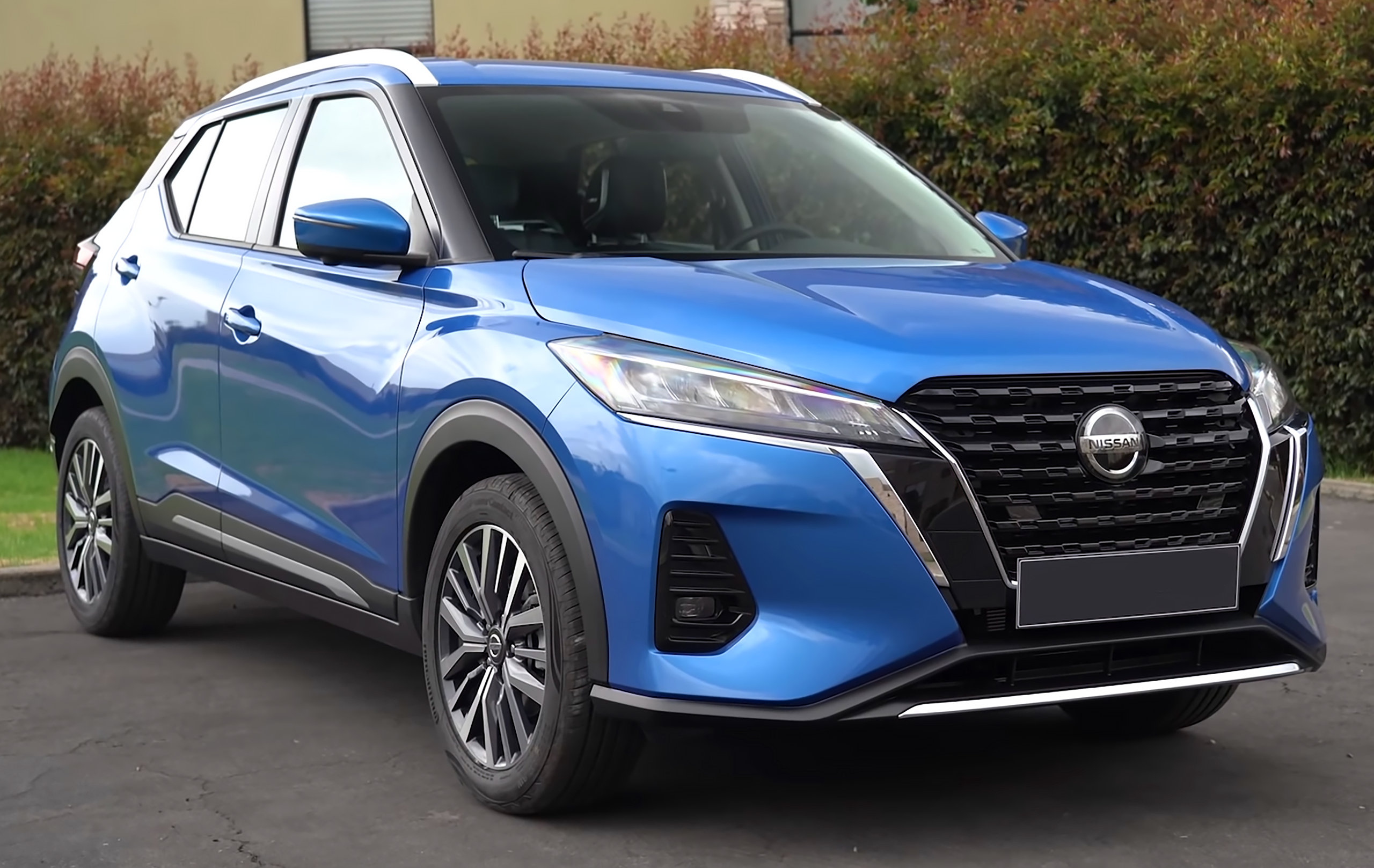
Nissan Kicks (Facelift 2021)

Una versione aggiornata dello standard Kicks è stata rivelata a dicembre 2020. La fascia anteriore è stata resa identica alla Kicks e-Power lanciata in precedenza, con una griglia più grande e fari a LED. La fascia posteriore ha ricevuto aggiornamenti minori, principalmente al paraurti. All'interno, la Kicks del 2021 ha ricevuto aggiornamenti tra cui un bracciolo centrale, un touchscreen più grande e un freno di stazionamento elettronico. L'integrazione con gli smartphone Apple CarPlay e Android Auto è standard.

### Motorizzazioni
La Kicks è equipaggiata con un motore a benzina 1,6 quattro cilindri nome in codice HR16DE, che eroga 125 CV e una coppia di 155 Nm.  La versione cinese utilizza invece un motore a benzina Nissan HR15DE da 1,5 litri. La trasmissione è affidata a un manuale a cinque velocità o un automatico CVT X-Tronic CVT, di serie nel mercato statunitense.